# Hội nghị thượng đỉnh về biến đổi khí hậu của Liên Hợp Quốc năm 2022
Hội nghị thượng đỉnh về biến đổi khí hậu của Liên Hợp Quốc năm 2022 (tiếng Anh: 2022 United Nations Climate Change Conference), thường được biết đến nhiều hơn với tên viết tắt COP27 là Hội nghị thượng đỉnh về biến đổi khí hậu của Liên Hợp Quốc lần thứ 27. Hội nghị được lên kế hoạch tổ chức tại Sharm el-Sheikh, Nam Sinai, Ai Cập từ ngày 6 đến ngày 18 tháng 11 năm 2022. Đây là Hội nghị các bên (COP) lần thứ 27 trong Công ước khung của Liên hợp quốc về biến đổi khí hậu (UNFCCC), cuộc họp thứ tư của các bên tham gia Thỏa thuận Paris năm 2015 (CMA1, CMA2, CMA3, CM4) và cũng là cuộc họp thứ 17 của các bên tham gia Nghị định thư Kyōto (CMP17).

## Bối cảnh

### Thời gian và địa điểm
COP27 ban đầu được lên kế hoạch diễn ra từ ngày 8 đến ngày 20 tháng 11 năm 2021. Tuy nhiên do ảnh hưởng của đại dịch COVID-19, COP26 đã bị hoãn lại từ tháng 11 năm 2020 đến tháng 11 năm 2021 và do đó COP27 được dời lại đến tháng 11 năm 2022.
Hội nghị được dự kiến diễn ra tại thành phố biển Sharm el-Sheikh trên bờ Biển Đỏ. Theo Liên Hợp Quốc, họ chọn Ai Cập là bởi quốc gia này là ứng cử viên duy nhất cho việc đăng cai COP trong lần tổ chức này tại châu Phi cùng với việc Ai Cập là một trong những quốc gia châu Phi bị đe dọa nhiều nhất bởi biến đổi khí hậu.
Đây sẽ là lần thứ hai các cuộc đàm phán thường niên này được tổ chức tại Trung Đông, trước đó hội nghị đã từng được diễn ra tại Qatar vào năm 2012 và sẽ là lần thứ ba được tổ chức bởi một chế độ chính trị độc tài liên quan đến nhân quyền sau Maroc năm 2001, Qatar nói trên vào năm 2012 và Các Tiểu vương quốc Ả Rập Thống nhất vào năm 2023.

### Tài trợ
Hội nghị được tài trợ bởi Coca-Cola. Một số nhà vận động môi trường cho rằng đây là hoạt động "tẩy rửa xanh", do công ty đã góp phần vào ô nhiễm nhựa. Hoa Kỳ quyết định hỗ trợ các cuộc đàm phán về khí hậu tại COP27, và sẽ cố gắng hỗ trợ các quốc gia bị ảnh hưởng nhiều nhất bởi biến đổi khí hậu.

## Đại diện tham dự

### Tham dự
Dự kiến sẽ có khoảng 90 nguyên thủ quốc gia và đại diện từ hơn 190 quốc gia tham dự. Tổng thống Hoa Kỳ Joe Biden và đặc phái viên khí hậu John Kerry dự kiến sẽ tham dự hội nghị, cũng như tổng thống Pháp Emmanuel Macron, thủ tướng Đức Olaf Scholz, Ủy viên châu Âu Ursula von der Leyen, thủ tướng Ấn Độ Narendra Modi và thủ tướng Ý Giorgia Meloni. Tổng thống Thổ Nhĩ Kỳ Recep Tayyip Erdoğan dự kiến cũng sẽ tham dự, do đã không tham dự COP26.
Thủ tướng Vương quốc Anh Rishi Sunak cho biết ông sẽ không tham dự COP27. Tuy nhiên, vào ngày 2 tháng 11, Sunak đã phủ nhận chính mình và nói rằng ông sẽ sẽ tham dự. Nguyên thủ tướng Anh Boris Johnson và bộ trưởng thứ nhất Scotland Nicola Sturgeon cũng sẽ tham dự hội nghị.
Ngay sau khi giành chiến thắng trong cuộc tổng tuyển cử Brazil năm 2022, tổng thống đắc cử Lula của Brazil đã xác nhận rằng ông sẽ tham dự hội nghị thượng đỉnh.

### Không tham dự
Vào tháng 9 năm 2022, Ai Cập cảnh báo Vương quốc Anh không nên lùi bước đối với các mục tiêu khí hậu của mình, do có sự thay đổi đối với chính phủ mới của thủ tướng Liz Truss, và tuyên bố rằng quốc vương mới Charles III sẽ không tham dự hội nghị theo khuyến nghị của Truss. Sau khi Truss từ chức, yêu cầu Charles III không tham dự vẫn được duy trì. Thủ tướng Úc Anthony Albanese, tổng thống Brazil Jair Bolsonaro, chủ tịch Trung Quốc Tập Cận Bình và nhà hoạt động khí hậu Thụy Điển Greta Thunberg cũng sẽ không tham dự COP27. Tổng thống Nga Vladimir Putin dự kiến cũng sẽ không tham dự.

## Tranh cãi

### Trước và ngay từ đầu
Trước hội nghị thượng đỉnh, một số tổ chức nhân quyền bày tỏ quan ngại về tình trạng tự do ngôn luận ở Ai Cập, cùng với tình hình nhân quyền rộng lớn, và đặt câu hỏi lớn về việc phản đối sẽ gần như không thể xuất hiện ở hội nghị.
Chính phủ Ai Cập cũng đã phải đối mặt với những lời chỉ trích liên quan đến việc bị cáo buộc là thiếu hành động liên quan đến biến đổi khí hậu và giảm sử dụng nhiên liệu hóa thạch.
Trong một tuyên bố ngày 23 tháng 5 năm 2022, Tổ chức Ân xá Quốc tế tố cáo rằng hội nghị sẽ diễn ra trong bối cảnh bị chính quyền Ai Cập đàn áp dai dẳng về các quyền tự do ngôn luận, lập hội và hội họp ôn hòa, cũng như thiếu các biện pháp đấu tranh chống lại sự phân biệt đối xử và bạo lực trên cơ sở giới tính và tình dục mà phụ nữ, trẻ em gái và người LGBT phải gánh chịu. Tổ chức này cũng khuyến nghị các quốc gia thành viên của Công ước khung của Liên hợp quốc về biến đổi khí hậu (UNFCC), ban thư ký UNFCC, cũng như các cơ quan quốc tế và tổ chức phi chính phủ tham gia hội nghị thượng đỉnh này gây áp lực lên các nhà chức trách Ai Cập một cách riêng tư và công khai để chấm dứt sự đàn áp của họ đối với các phong trào bất đồng chính kiến và nhân quyền trong hòa bình.